# Мелампсора
Мелампсора (Melampsora) — рід грибів родини Melampsoraceae. Назва вперше опублікована 1843 року.

## Опис
До роду мелампсора відносяться гриби, у яких телейтоспори, зрощені бічними стінками, утворюють під епідермісом рослин щільні скоринки. Ецідіальне спороношення - у вигляді подушечок, що не прикриті епідермісом. Між ланцюжками ецідіоспор немає безбарвних розподільних ниток - парафіза. Уредоспори одноклітинні, на ніжках, між ними зазвичай є парафізи. 
Часто вони паразитують на деревах лісових порід. Іржа льону (Melampsora lini) завдає великої шкоди. Цей гриб відноситься до повних, однохозяїнних видів, всі типи його спороношений розвиваються послідовно на рослинах льону. Інтенсивний прояв хвороби відзначається зазвичай у липні, коли на листках і стеблах льону з'являються масово подушечки помаранчевих уредоспор. Спочатку вони прикриті епідермісом, який потім руйнується, через що уредоспори отримують можливість розсіюватися вітром і заражати нові рослини льону. Уредоспори яйцеподібної форми, їх оболонка покрита шипами. У пустулах між окремими спорами розвиваються видовжені, розширені до кінця у вигляді головки парафіз. Уредоспороношення розвивається зазвичай на листі або верхніх частинах стебел. Поступово на місці уредоспори з'являються чорні довгасті плями, що покривають рослину у вигляді кірочок, - це телейтоспори гриба. Вражаючи стебла, телейтоспори гриба знижують якість волокон рослин льону. Гриб зимує на післязбиральних залишках в полі. Іноді хвороба може передаватися з насіннєвим матеріалом, де гриб знаходиться в вигляді механічних домішок - частинок рослин з телейтоспорами. Навесні на молодих рослинах розвиваються весняні спори - ецідіоспори, які спочатку важко виявити в полі, оскільки вони з'являються на одиничних рослинах. До липня починається масова поява уредоспор. Іржа вражає льон сильніше при вологій погоді і помірній температурі повітря (16-22 ° С). У збудника виявлено чотири спеціалізовані форми, що паразитують на різних видах льону. Спеціалізовані форми, в свою чергу, складаються з фізіологічних рас. У льону існують окремі сорти, стійкі до одних рас і сприйнятливі до інших. Боротьбу з іржею льону здійснюють виведенням стійких сортів, а також велике значення мають агротехнічні заходи, що обмежують інфекцію, - знищення рослинних післяжнивних залишків, обприскування рослин хімічними препаратами. 
Іржа сосни, або "сосновий вертун" (Melampsora populnea) - разнохозяїнний збудник хвороби молодих пагонів сосен. Зазвичай на них навесні з'являються подовжені помаранчеві подушечки ецидії, виступаючі з-під розірваного епідермісу рослини. Вражений пагін припиняє своє зростання і загинається вниз, а його верхівка продовжує рости вгору. Таким чином розвиваються вигини, викривлення стовбурів сосен, які зумовили назву хвороби. При щорічному ураженні сосни "вертуном" дерева приймають форму куща. Міцелій гриба може зимувати в пагонах сосни. Уредо- і телейтостадіі гриба розвиваються на листках осики. Уредоспори кулясті або еліптичної форми, покриті на поверхні шипиками. Телейтоспори типові для роду мелампсора. Вони проростають на початку весни і відокремлюють базидіоспори, які повітряними течіями переносяться на гілочки сосни і забезпечують розвиток ецідіальної стадії. Після потрапляння спор на пагін сосни, через 8-10 днів, з'являються ецидії. Це відбувається зазвичай в кінці червня. Гриб вражає 10 видів сосен. Два види сосен - Кримська і Банксова - виявилися стійкими до хвороби. Найбільш часто проміжним господарем гриба є осика. Тому одним із заходів, що обмежують розвиток хвороби, є неприпустимість спільного виростання різних видів осик і сосни. Для боротьби з "вертуном" іноді застосовують обприскування посадок сосни хімічними препаратами.

## Гелерея

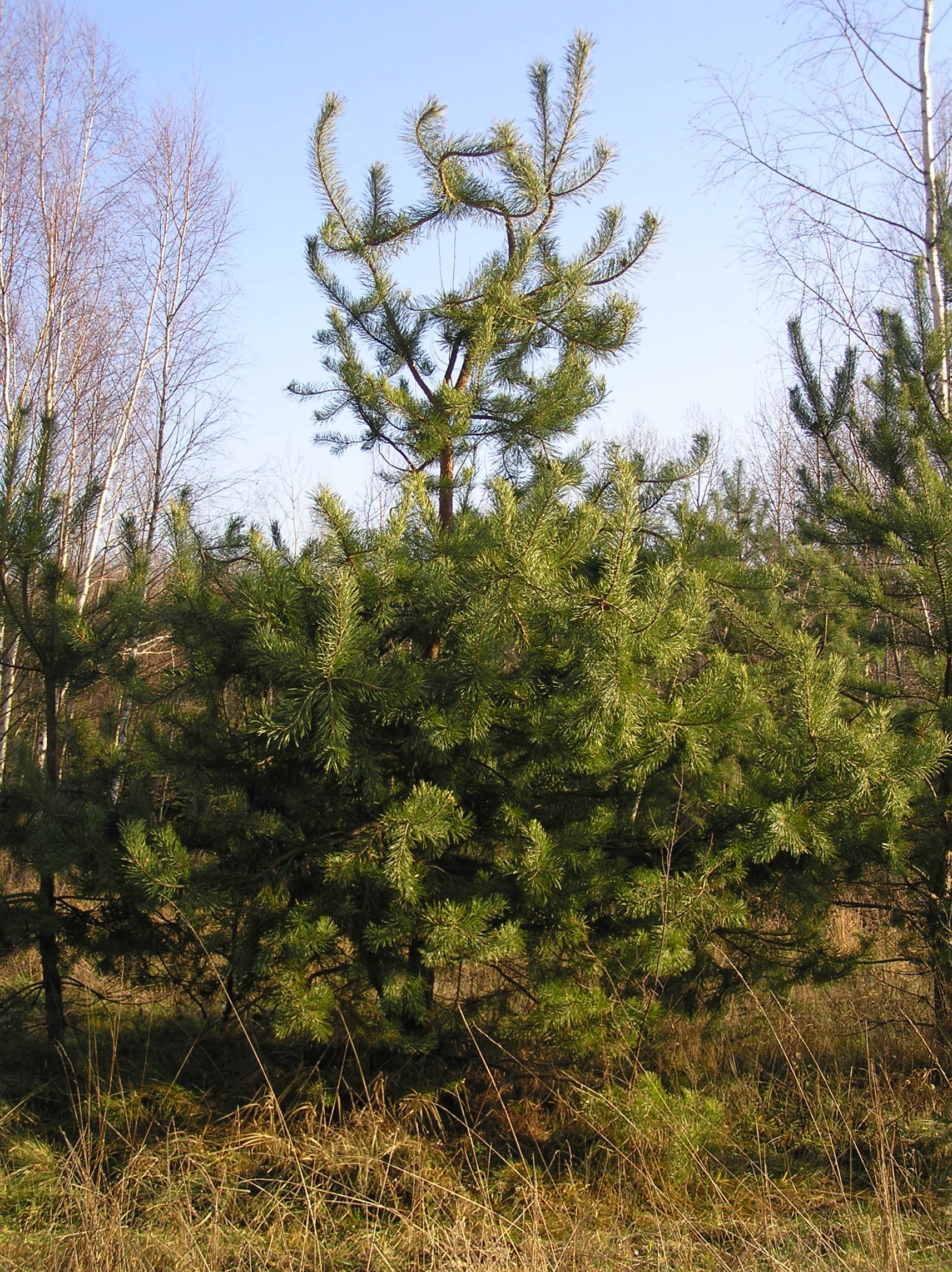
"Сосновий вертун" Melampsora populnea
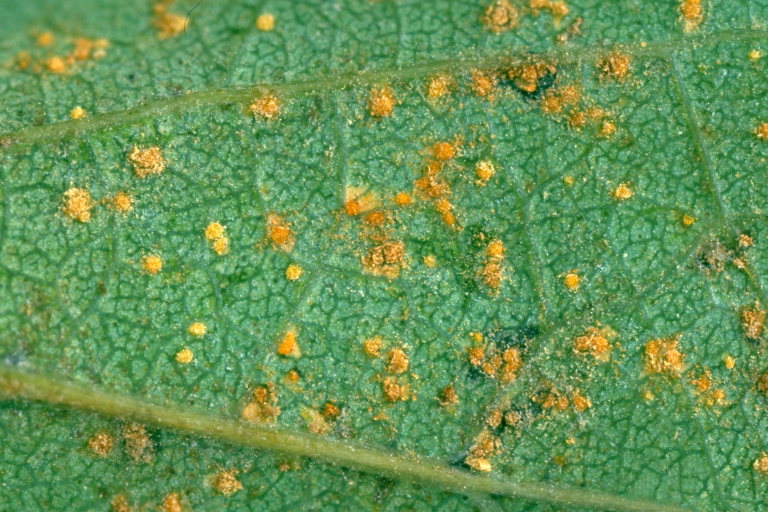
Melampsora populnea на осиці
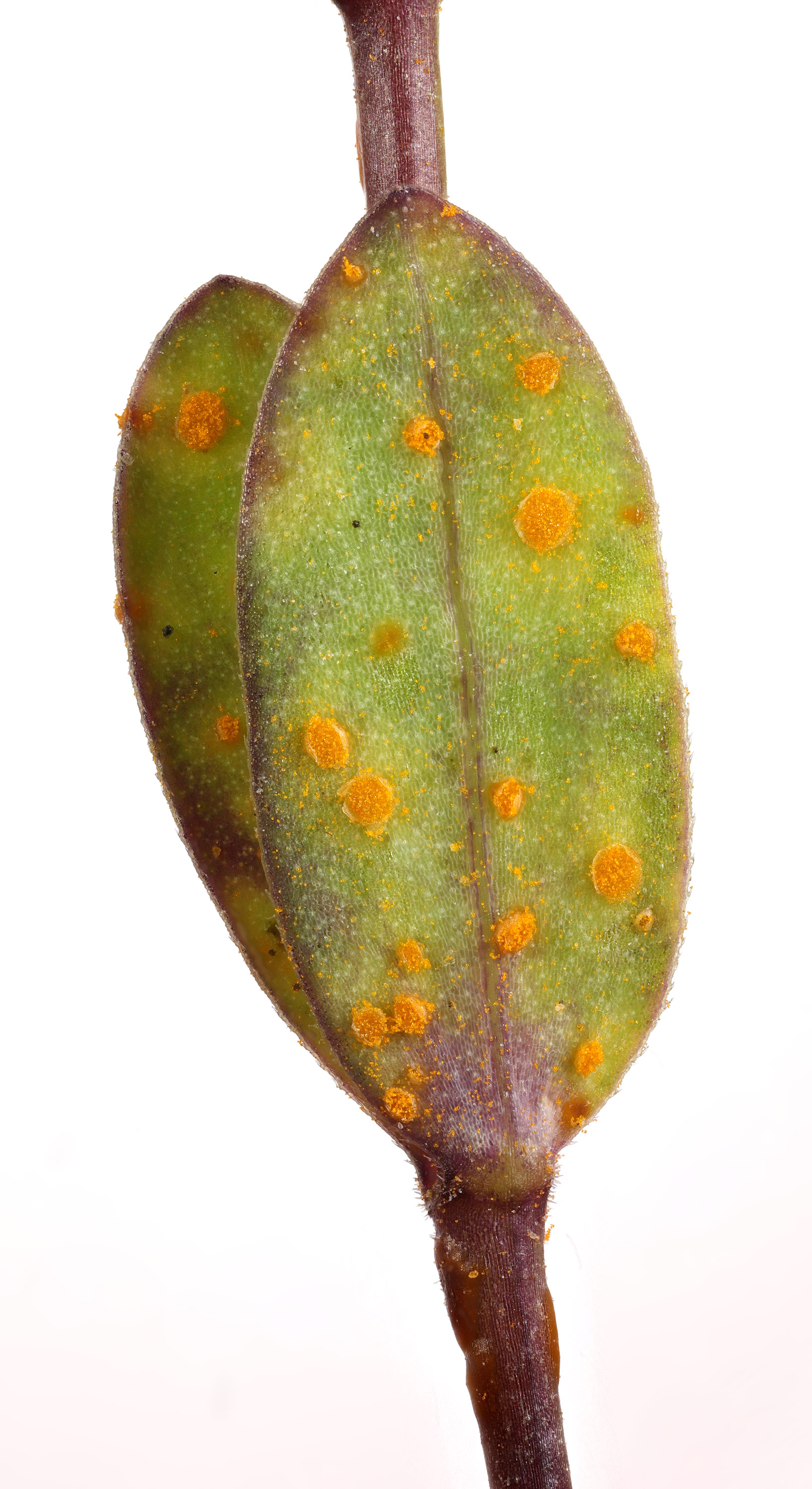
Melampsora lini на Linum catharticum